# James Paton (tir sportif)
Pour les articles homonymes, voir James Paton.
William Barnes, né le 24 mai 1957 à Newcastle, est un tireur sportif canadien.

## Palmarès
- Jeux du Commonwealth de 1998 à Kuala Lumpur (Malaisie)
 Médaille d'argent en Fullbore rifle Queens prize open pair avec Alain Marion
 Médaille d'or en Fullbore rifle Queens prize open individual
- Jeux du Commonwealth de 2014 à Glasgow (Écosse)
 Médaille d'argent en Queen's Prize individual
 Médaille d'argent en Queen's Prize pairs avec Desmond Vamplew (en)